# Dowód życia
Dowód życia (ang. Proof of Life) – amerykański film sensacyjny z 2000 roku w reżyserii Taylora Hackforda. Wyprodukowana przez Warner Bros.
Film kręcony między innymi na poligonie Biedrusko.
Premiera filmu miała miejsce 4 grudnia 2000 roku w Stanach Zjednoczonych, zaś w Polsce 2 marca 2001 roku.

## Fabuła
Ameryka Południowa. Podczas budowy tamy inżynier Peter Bowman (David Morse) zostaje uprowadzony przez rebeliantów. Firma nie jest w stanie go wykupić. Żona porwanego Alice (Meg Ryan) prosi o pomoc negocjatora Terry’ego Thorne’a (Russell Crowe). Z czasem kobieta uświadamia sobie, że nie jest on jej obojętny.

## Obsada
Źródło: Filmweb
- Meg Ryan jako Alice Bowman
- Russell Crowe jako Terry Thorne
- David Morse jako Peter Bowman
- Pamela Reed jako Janis Goodman
- David Caruso jako Dino
- Anthony Heald jako Ted Fellner
- Stanley Anderson jako Jerry
- Gottfried John jako Eric Kessler
- Alun Armstrong jako Wyatt
- Michael Kitchen jako Ian Havery